# ПАС на літніх Олімпійських іграх 1936
Південно-Африканський Союз брав участь в XIII літніх Олімпійських іграх 1936 року в Берліні (Німеччина) у восьме за свою історію.
32 спортсмени (27 чоловіків та 5 жінок) змагались у 26 дисциплінах 6 видів спорту. Збірна ПАС виборола 1 срібну медаль.
Наймолодшим членом команди був боксер Едді Пельц (19 років 239 днів), найстарішим — марафонець Томмі Леленд (31 рік 222 дні).

## Срібло
- Бокс, чоловіки, напівлегка вага — Чарльз Кетерол.